# Зандерсдорф-Брена
Зандерсдорф-Брена (нім. Sandersdorf-Brehna) — місто в Німеччині, розташоване в землі Саксонія-Ангальт. Входить до складу району Ангальт-Біттерфельд.
Утворене 1 липня 2009 року злиттям незалежних громад Брена, Зандерсдорф, Глебітцш, Петерсрода і Ройтцш.
Площа — 81,71 км2. Населення становить 14 302 ос. (станом на 31 грудня 2021).

## Галерея

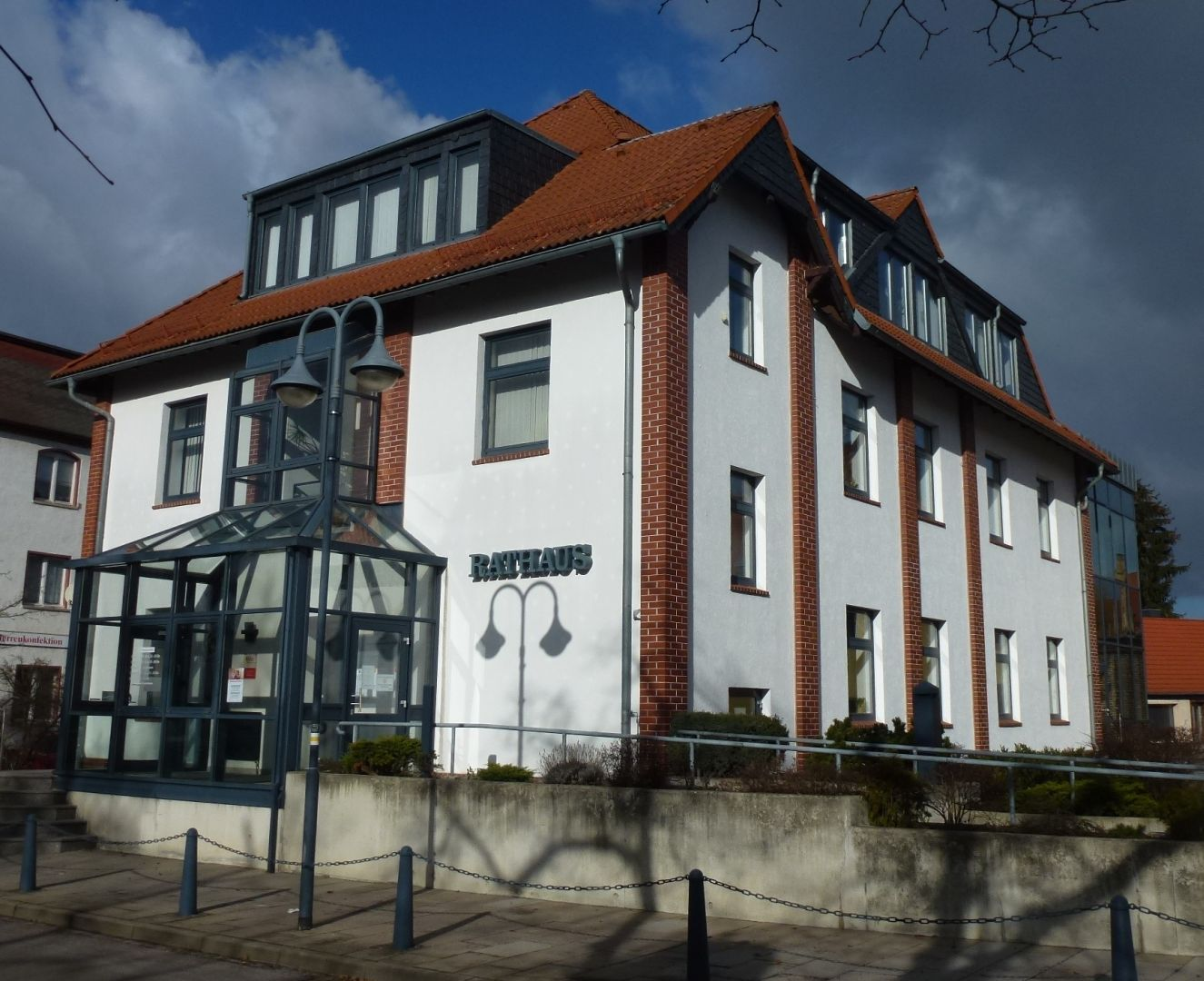
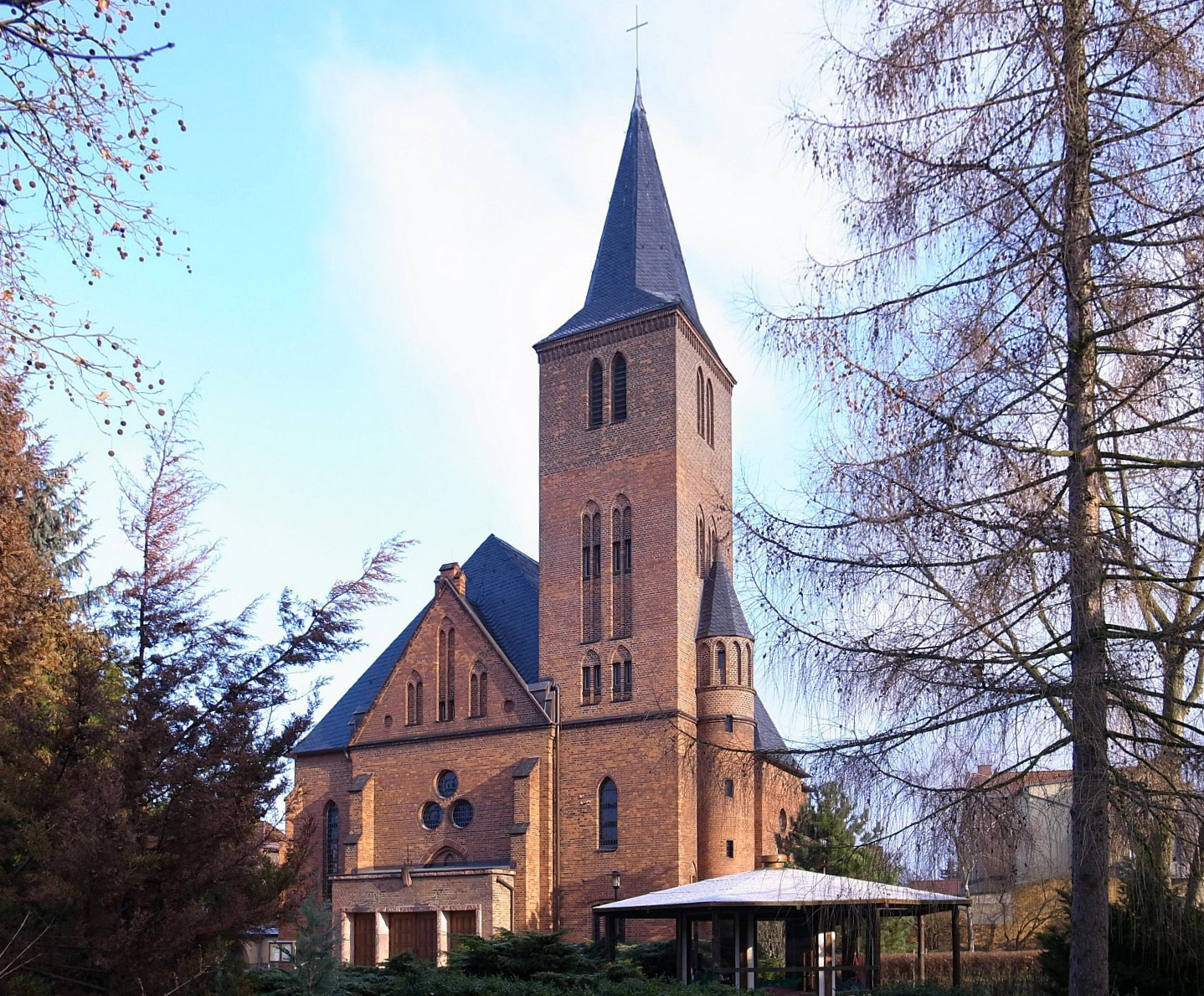
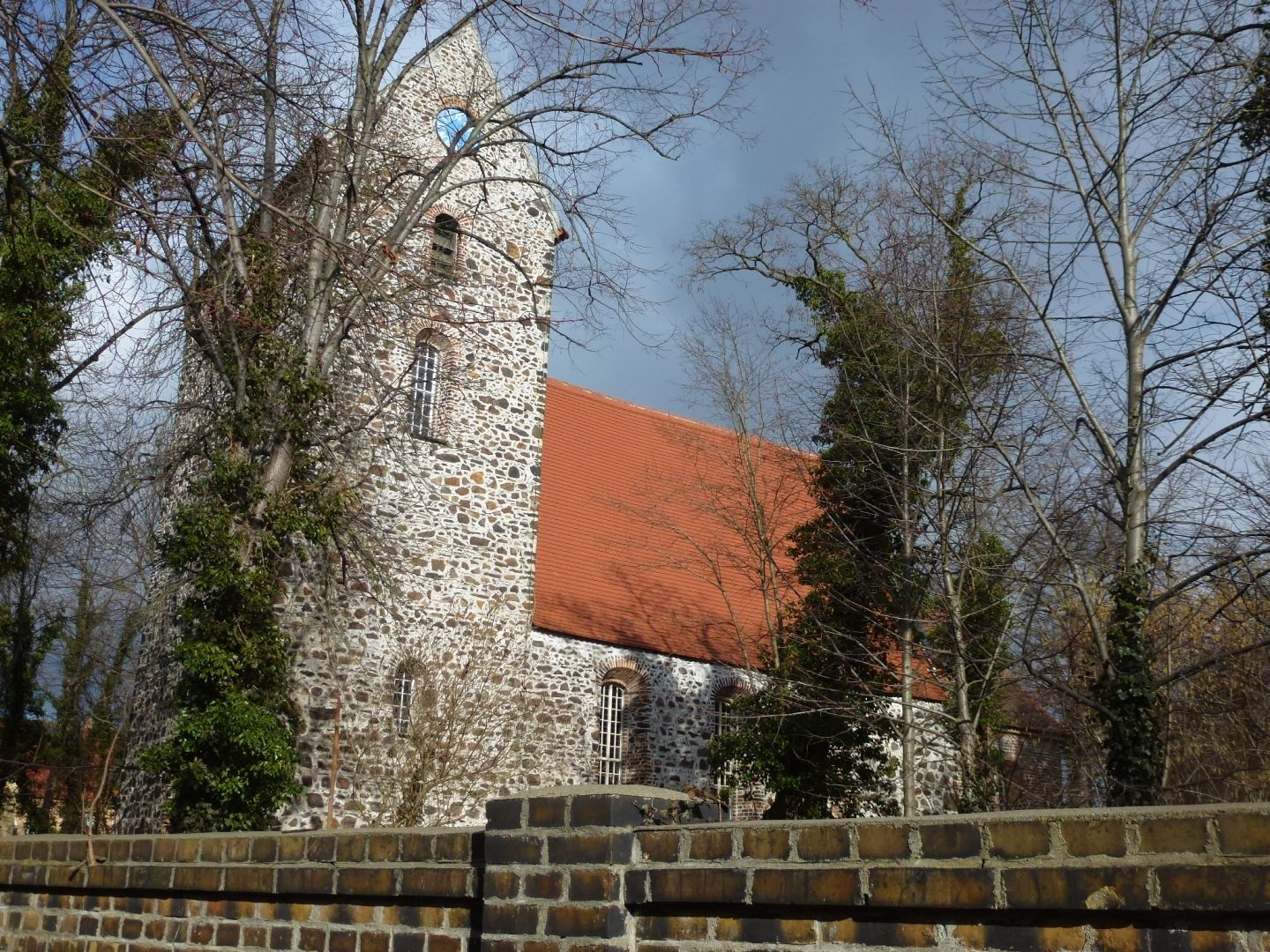